# Маньовър на огъня
Маньовър на огъня още и огневи маньовър е пренасяне на огневото въздействие на своите сили в хода на боя от даден участък на друг без смяна на огневите позиции.
Може да става по фронта и/или в дълбочина, използва се за съсредоточаването на поразяващ ефект върху приоритетни цели или за разсредоточаване на огъня върху няколко разпределени обекти. Разглежда се като един от важните фактори за подсигуряване на огневото превъзходство над противника.
При настъпателните действия маневрирането на огъня най-често се използва при боеве в дълбочина на вражеската отбрана, за подавление на неговите опорни пунктове, прикритие на фланговете и предотвратяване на контрудари. При отбранителните действия огневия маньовър се задейства за поразяване на настъпващите противникови порядки, при провеждене на контраподготовката, поддръжката на контратаки, а също и за огнево обхващане на вклинилите се групировки на врага. Възможностите за маньовър на огъня, като правило, се ограничава само от далекобойността на използваното въоръжение.

## Допълнителни материали
- Выбор вида и способа ведения огня из стрелкового оружия Архив на оригинала от 2016-12-05 в Wayback Machine. ((ru))